# Registrované partnerství v Řecku
Řecko umožňuje stejnopohlavním párům formálně stvrdit své soužití prostřednictvím registrovaného partnerství od 24. prosince 2015. Návrh příslušného zákona přijal řecký parlament 23. prosince 2015 a publikoval jej v promulgační listině ihned následující den.

## Registrované partnerství

### Registrované partnerství pro heterosexuální páry
Předchozí Karamnliho vláda, která v zemi působila až do října 2009, odmítala stejnopohlavní manželství. Vládní kabinet sestavený převážně ze zástupců Nové demokracie předložil návrh zákona, který by poskytnul nemanželským párům určitou právní úpravu, avšak pouze různopohlavním. Očekávalo se však, že jeho potenciální přijetí se setká s prohlášením za neústavní, v krajním případě i ohrozí pověst Řecka v Evropské unii i u evropských soudů.
Panhelénské socialistické hnutí (PASOK) se zastoupením George Papanderou předložilo v dubnu 2006 návrh zákona o registrovaném partnerství nemanželských párů, homosexuálních i heterosexuálních. Při jeho zpracování se inspirovali francouzským občanským paktem solidarity. Nicméně nedostalo se mu dostatečného přijetí ze strany zdejší LGBT komunity, která jej v oblasti práv sexuálních menšin vnímala spíš jako krok vzad. Za nejkontroverznější považovala především zákaz stejnopohlavních párů adoptovat děti. V listopadu 2008 se PASOK znovu pokusilo předložit zákon o registrovaném partnerství, ač vědělo že legislativním procesem pravděpodobně neprojde.
LGBT organizace OLKE oznámila svůj záměr žalovat řecké obce kvůli odmítání oddávat stejnopohlavní páry na základě "vadného" zákona o občanských sňatcích z r. 1982, podle něhož je manželství trvalým svazkem dvou "osob" bez definice jejich pohlaví.
Na vládní návrhy z r. 2008 uznávající nesezdané soužití odpověděl athénský arcibiskup Jeroným II., nejvlivnější a nejuznávanější duchovní řecké církve, že je třeba jít s dobou. Nelze však s jistotou říci, že měl na mysli i homosexuální páry, neboť právě odpor k jakémukoli respektu k právům sexuálních menšin, a to nejen v oblasti registrovaného partnerství, je nejvíc cítit právě v řadách církve.
Zákon č. 3719/2008 Sb. ("Reformy týkající se rodiny, děti a společnosti"), který nabyl účinnosti k 28. listopadu 2008, zakotvil v řeckém právním řádu institut partnerství známý pod všeobecným názvem "registrované partnerství" (σύμφωνο συμβίωσης) přístupný pouze pro páry různého pohlaví.

### Rozšíření registrovaného partnerství na homosexuální páry
Před parlamentními volbami v r. 2009 vyjádřilo Panhelénské socialistické hnutí (PASOK) podporu registrovanému partnerství, když se jej na tuto otázku zeptala organizace OLKE. PASOK volby nakonec vyhrálo.
17. září 2010 oznámil ministr spravedlnosti Haris Kastandis založení speciální komise, která se bude zabývat zpracováním zákona o registrovaném partnerství heterosexuálních i homosexuálních párů. Komise zahájila svojí činnost už 29. července 2010 a podle dostupných zpráv měla spočívat její práce v modernizaci Zákona o rodině. Až do konce r. 2010 se probíraly aspekty heterosexuálních párů, zatímco homosexuální soužití se stalo předmětem debat až po lednu 2011.
8. února 2011 rozhodl Evropský soud pro lidská práva o sloučení dvou případů čtyř párů týkajících se porušení ustanovení článku 8 (právo na soukromí a rodinu) spolu s článkem 14 (ochrana před diskriminací) a článku 13 (opravné prostředky). Podnět k Evropskému soudu byl dán po rozhodnutí řeckého státu explicitně vyloučit páry stejného pohlaví ze zákona upravujícího nemanželské soužití. Soud nařídil Řecku přezkoumat tuto záležitost do 31. května 2011 s tím, že lhůtu bude pravděpodobně možné na žádost prodloužit. 
19. srpna 2011 slíbili vládní úřednící legalizaci registrovaného partnerství párů stejného pohlaví v dohledné době.
V únoru 2013 oznámil ministr spravedlnosti Antonis Roupakiotis, že vláda pracuje na zahrnutí homosexuálních párů do zákona o registrovaném partnerství.
7. listopadu 2013 rozhodl Evropský soud pro lidská práva v případu Vallianatos a další vs. Řecko, že vylučovat páry stejného pohlaví ze zákonů upravujících nemanželské soužití je diskriminační. 12. listopadu téhož roku oznámilo PASOK svůj záměr zpracovat návrh zákona zahrnujícího soužití homosexuálních párů do registrovaného partnerství, k čemuž ale za její vlády nedošlo.
V listopadu 2014 bylo zveřejněno několik plánovaných revolučních změn zákona o rodině, mezi něž patřilo i registrované partnerství párů stejného pohlaví. Bylo rovněž zdůrazněno, že se nejedná o legalizaci stejnopohlavního manželství.
9. února 2015 vyjádřila po svém zvolení podporu registrovanému partnerství párů stejného pohlaví i Tsiprasova vláda, složená převážně z představitelů Koalice radikální levice - SYRIZA.
24. dubna 2015 sdělil mluvčí Ministerstva spravedlnosti, že vládní návrh novely zákona o registrovaném partnerství bude předložen parlamentu do dvou měsíců. Krátce poté k 15. červnu 2015 byla ustavená komise specializující se na tuto problematiku.
9. listopadu 2015 bylo oficiálně publikováno nové znění zákona o registrovaném partnerství garantující párům žijícím v něm stejná práva a povinnosti, jaké mají manželé, vyjma adopcí. Návrh se postoupil veřejné diskusi naplánované na nejpozdější datum 20. listopadu. Ministr spravedlnosti dále přislíbil, že se v budoucnu hodlá zabývat i adopcí dětí páry stejného pohlaví. Návrh se dostal nakonec 9. prosince dostal do parlamentu, který jej poté 23. prosince 2015 schválil v poměru hlasů 193:56 s 51 zdrženími se. Zákon byl podepsán řeckým prezidentem a zveřejněn ve vládním věstníku 24. prosince 2015. Účinnosti nabyl ke dni publikace.
První obřad registrovaného partnerství se konal 25. ledna 2016 pod záštitou athénského primátora Giorga Kamina.
9. listopadu 2016 zpracovala vláda návrh zákona plně zrovnoprávňujícího nesezdaná soužití s manželstvím. Parlament jej přijal 2. prosince. Návrh podepsal 8. prosince 2016 prezident a účinnosti nabyl zveřejněním ve Sbírce zákonů.

## Stejnopohlavní manželství
Skupina za LGBT práva OLKE oznámila svůj záměr soudit se s řeckými obcemi odmítajícími oddávat homosexuální páry s odvoláním se na právní díru v zákoně z r. 1982 legalizujícím občanské sňatky, v němž neexistuje žádná pohlaví různého pohlaví jednotlivců uzavírajících manželství.

### První stejnopohlavní manželství na Tilu
3. června 2008 oddal tiloský starosta Anastosios Aliferis dva stejnopohlavní páry – dvě lesby, dva gaye, s odvoláním se na vadnou definici zákona. Stal se předmětem ostré kritiky ze strany řeckých pravoslavných kleriků, kteří v minulosti odmítali samotnou legalizaci civilních heterosexuálních sňatků v r. 1982. Ministr spravedlnosti Sotirios Hatzigakis prohlásil takto uzavřená manželství za neplatná a zástupce Nejvyššího soudu dokonce pohrozil starostovi Aliferovi postihem za "porušení povinností", avšak sám přiznal, že nemá k takovým krokům dostatek pravomocí. Vláda nakonec sama dala soudům nařízení zrušit dvě stejnopohlavní manželství, což se setkalo se značným odporem zdejší LGBT komunity.
5. května 2009 rozhodl soud rhodoský soud nižší instance, že manželství sice byla neplatná, ale že páry "poškozené" dírou v zákoně mají právo postoupit svojí záležitost Evropskému soudu pro lidská práva, uznají-li za vhodné. Odvolací soud v Dodekanisos naplánoval řízení na 14. ledna 2011 a rozsudek vydal 14. dubna 2011. Rovněž potvrdil neplatnost manželství. 30. listopadu 2017 prohlásil manželství za neplatné i řecký Nejvyšší soud. Páry, jejichž manželství bylo anulováno, se momentálně chystá zažalovat Řecko u Evropského soudu pro lidská práva.

### Další žaloby
Jinou žalobou, kterou předložila skupina homosexuálních párů, s požadavkem na legalizaci stejnopohlavních sňatků se momentálně zabývá Nejvyšší soud Řecka. 162 jiných párů předložilo ještě jednu separátní žalobu a momentálně se čeká na zveřejnění rozsudku.

### Rozhodnutí Soudního dvora EU (2018)
5. června 2018 rozhodl Soudní dvůr EU, že všechny členské země, které nelegalizovaly homosexuální sňatky (včetně Řecka), jsou povinné uznávat taková manželství uzavřená v těch státech EU, kde už jsou legální, a garantovat tak stejnopohlavním manželům občanů EU právo trvalého pobytu. Soud zároveň připomenul, že všechny členské země mají právo se samy rozhodnout, zda do svého právního řádu zavedou manželství párů stejného pohlaví s tím, že ale nesmí porušovat princip volného pohybu občanů EU a jejich manželů bez ohledu na pohlaví. Z hlediska EU je slovo manžel vnímáno v souladu se soudním rozhodnutím jako genderově neutrální.

## Veřejné mínění
Průzkum Focus Bari z května 2015 shledal, že 70 % Řeků souhlasí se zpřístupněním registrovaného partnerství na homosexuální páry. Stejný výzkum ukázal, že 56 % Řeků podporuje stejnopohlavní manželství, zatímco 35 % je proti.
Podle nejaktuálnějšího výzkumu společnosti DiaNeosis z prosince 2016 by 50 % Řeků podpořilo stejnopohlavní manželství. Jenom 26 % by však bylo pro adopce dětí stejnopohlavními páry.